# 상하이 여자배구단
상하이 여자배구단은 1996년에 설립된 중국의 프로 여자배구단이다. 상하이가 연고지이며, 중국 배구 리그(CVL)에 참가하고 있다. 1996-97 시즌부터 2000-01 시즌까지 5회 연속 리그 우승 경력이 있다.

## 구단명
- 상하이 브라이트 유베스트 여자배구단 (2017–)